# 20056 Roccati
20056 Roccati è un asteroide della fascia principale. Scoperto nel 1993, presenta un'orbita caratterizzata da un semiasse maggiore pari a 2,702380 UA e da un'eccentricità di 0,100149, inclinata di 4,069693° rispetto all'eclittica. Ha un diametro di 7,037 km e un'albedo di 0,043.